# Nowa Baszta

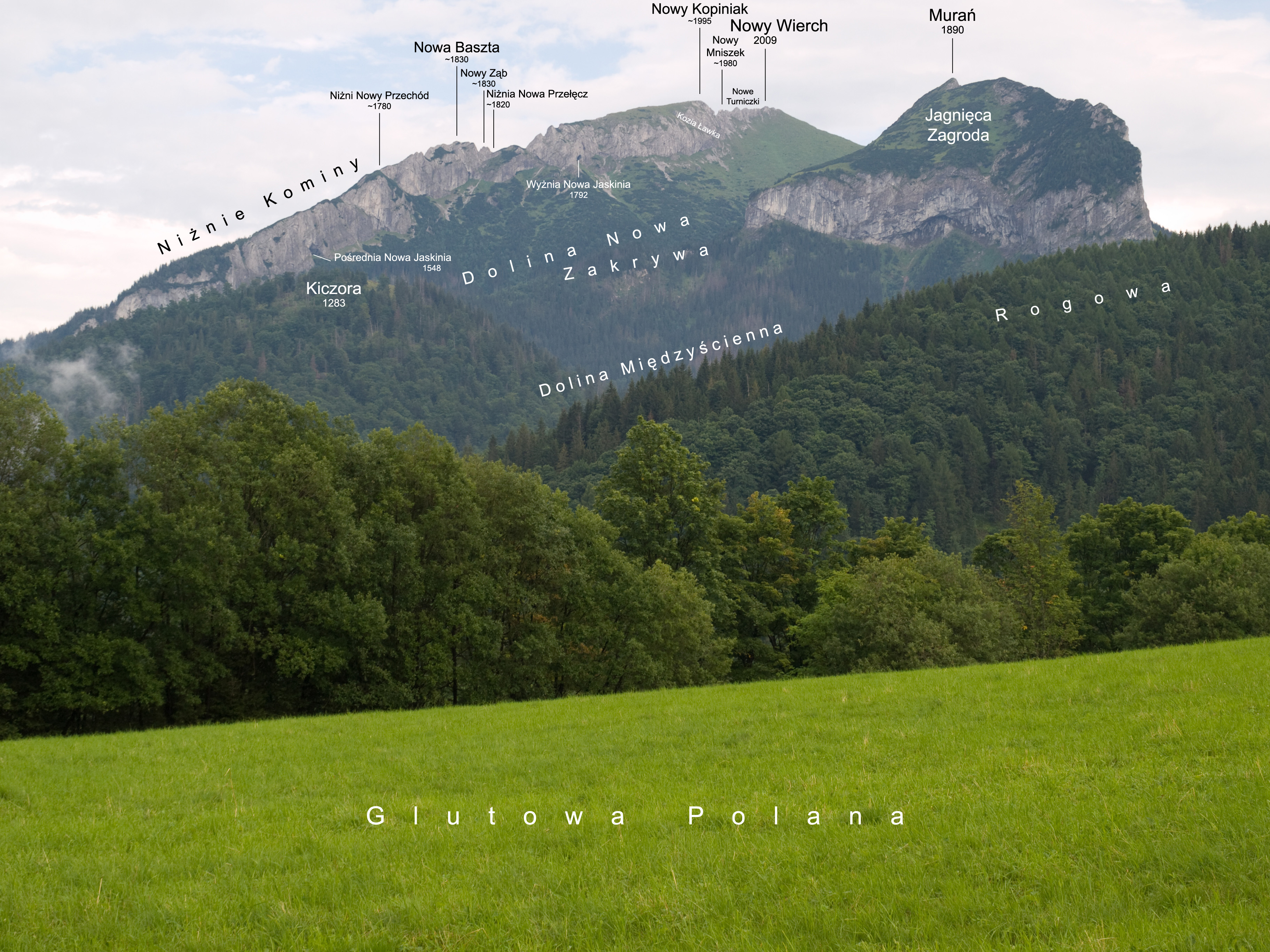

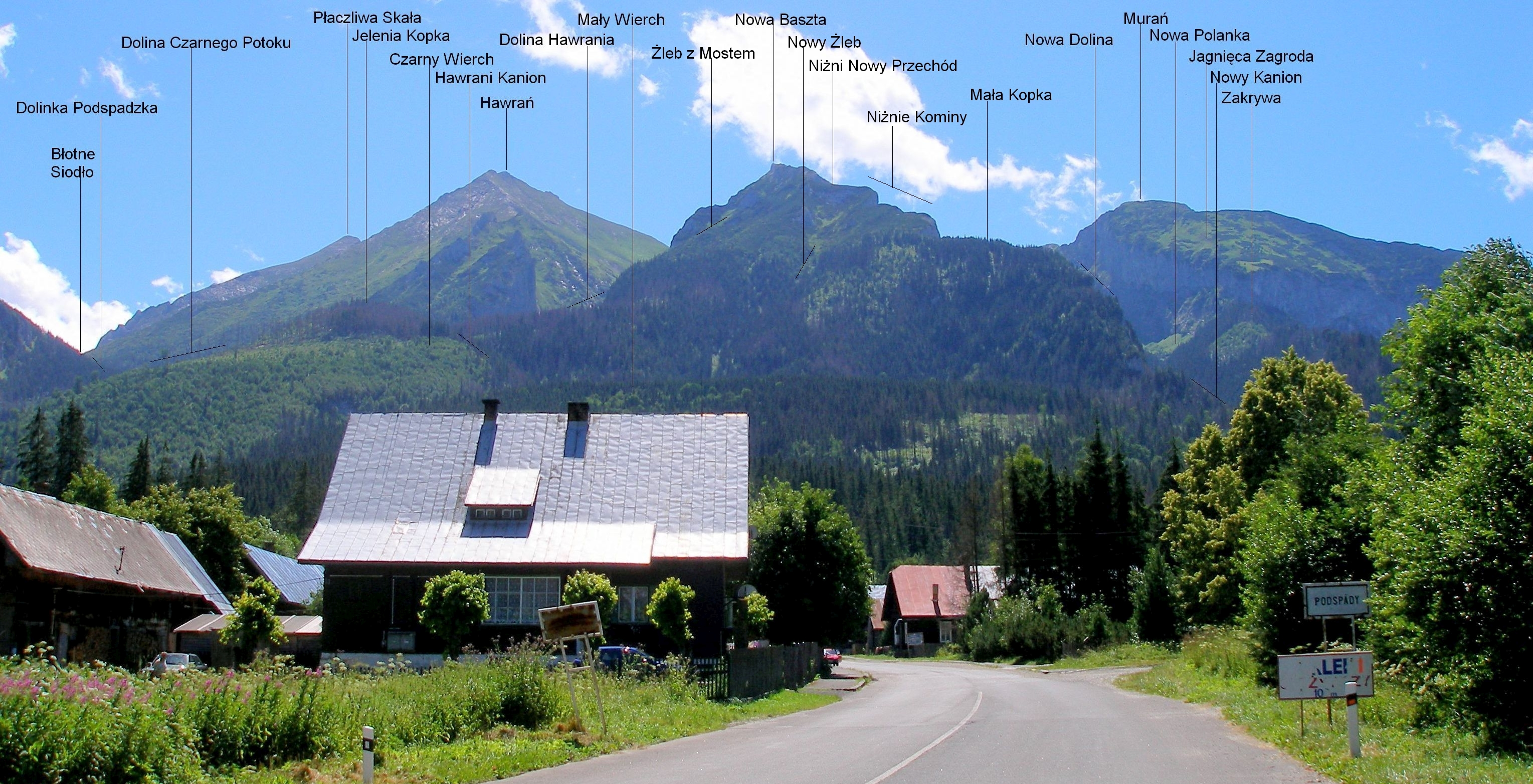
Widok z Podspadów

Nowa Baszta (ok. 1830 m) – wyraźnie wyróżniające się wzniesienie w grani Kominów Zdziarskich w zachodniej części słowackich Tatr Bielskich. Znajduje się pomiędzy Niżnym Nowym Przechodem (ok. 1780 m) na północy, a Niżnią Nową Szczerbiną (ok. 1815 m) na północy. Do tej ostatniej opada bardzo stromym uskokiem. Od wierzchołka w kierunku północno-wschodnim odbiega boczna, niesymetryczna  grzęda. Jej południowo-wschodnia ściana o wysokości około 250 m opada w kierunku Hawraniej Równi. Ma dwa piętra różniące się budową. Górne piętro to pionowa ściana z okapami i nyżami. Dolne piętro składa się ze ścianek, trawników i miejsc zarośniętych kosodrzewiną. Jest mniej pionowe, niż górne piętro, na tyle jednak strome, że zachowuje taternicki charakter. Północno-zachodnie stoki grzędy opadają do Żlebu z Mostem. Są łagodniejsze, i w wielu miejscach można ze żlebu wyjść na grzędę, jedyną przeszkodą jest zarastająca stok kosodrzewina.
Na północny zachód do Nowej Doliny Nowa Baszta opada ścianami o wysokości kilkudziesięciu metrów. Grzbietowe partie porasta nieprzebyty gąszcz kosodrzewiny, częściowo także las urwiskowy.
Nazwę przełęczy nadał Władysław Cywiński w 4 tomie przewodnika Tatry. Najłatwiejsze wejście na Nową Basztę prowadzi z Nowej Doliny przez Niżni Nowy Przechód. Pierwsze przejścia:
- granią od Niżniego Nowego Przechodu na szczyt Nowego Wierchu: Vladimir Tatarka i Martin Pršo 21 października 1987 r. (0 -4 w skali tatrzańskiej),
- (prawdopodobnie pierwsze) wejście na Nową Basztę przez Niżni Nowy Przechód: Władysław Cywiński i Kazimierz Dawidek 26 września 1979 r.,
- (prawdopodobnie pierwsze) zejście z Nowej Baszty przez Żleb z Mostem do Doliny Hawraniej (I): Władysław Cywiński i Kazimierz Dawidek 26 września 1979 r.[1]

Nowa Baszta znajduje się na zamkniętym dla turystów i taterników obszarze ochrony ścisłej Tatrzańskiego Parku Narodowego).